# Jörg Widmann
Pour les articles homonymes, voir Widmann (homonymie).
Jörg Widmann est un compositeur, clarinettiste et chef d'orchestre allemand, né à Munich le 19 juin 1973. Il enseigne la composition à la Musikhochschule de Freiburg.

## Biographie
Jörg Widmann a étudié la composition avec Hans Werner Henze, Heiner Goebbels et Wolfgang Rihm. Plusieurs concertos pour clarinette lui sont dédiés en tant qu'interprète par Wolfgang Rihm ou Aribert Reimann.

## Œuvres
Liste des compositions de Jörg Widmann (en), publié par Schott Music.
"Sa musique tisse une toile complexe de gestes caractéristiques, de citations à demi remémorées, de clins d'œil respectueux au passé et de références sournoises, allant de Bach à ses propres contemporains", selon le Guardian.
Sa première œuvre est une pièce pour clarinette seule composée en 1993, nommée Fantasie.
En 2007, Pierre Boulez a dirigé son œuvre pour orchestre Armonica. Ses quatuors à cordes ont été joués par le Quatuor de Leipzig, le Quatuor Arditti et le Quatuor Artemis.
L'Orchestre Philharmonique de Berlin le nomme Compositeur en résidence pour la saison 2023-2024. Plusieurs de ses œuvres seront jouées, voire parfois crées, dont son Concerto pour Cor.